# Куимби, Гарриет
Гарриет Куимби (англ. Harriet Quimby (11 мая 1875, Arcadia, Мичиган — 1 июля 1912, Сквантум, Массачусетс) — первая лётчица США, получившая официальное свидетельство  пилота (1911), сценаристка.

## Биография

### Ранние годы
Гарриет родилась в Аркадии, штат Мичиган (там теперь возведён мемориал её памяти). После того как её семья переехала в Сан-Франциско в начале 1900-х, она работала журналистом. В 1903 году она переехала в Нью-Йорк, где в качестве театрального критика писала для еженедельника Leslie’s Illustrated Weekly (за девять лет было опубликовано более 250 её статей). Кроме того, она писала сценарии для кино.

### Лётная карьера
Авиацией Гарриет заинтересовалась в 1910 году, когда присутствовала на Международном авиационном турнире в Белмонт Парке на Лонг-Айленде (Нью-Йорк). Там она познакомилась с Джоном Мойсантом (англ. John Moisant), известным американским лётчиком и директором лётной школы, а также его сестрой Матильдой Мойсант (англ. Matilde Moisant). К 1911 году Куимби прошла обучение в аэроклубе и стала первой женщиной в США, которая получила пилотское свидетельство.  Матильда Мойсант вскоре последовала её примеру и стала второй дипломированной женщиной-пилотом в стране.
16 апреля 1912 года Куимби вылетела из Дувра в Кале. Спустя 59 минут она совершила посадку на пляже в 40 км от Кале, став таким образом первой женщиной-пилотом, перелетевшей через Ла-Манш.
Её достижению уделялось мало внимания в СМИ, поскольку днём раньше произошла гибель Титаника и всё внимание СМИ и общественности было приковано к этому событию. Однако, в апреле 1912 года ей был предложен рекламный контракт от фирмы Vin Fiz (подразделение компании Armour Meat Packing Plant в Чикаго) для представления на рынок новой виноградной газированной воды. В рамках рекламной кампании отличительной чертой было фиолетовое лётное обмундирование, которое было на многих рекламных плакатах в те дни.

### Кинематографическая карьера
К 1911 году Куимби написала семь сценариев, по которым на Biograph Studios были сняты немые фильмы. Все эти фильмы ставил режиссёр Дэвид Гриффит (англ. David Griffith). В ролях были заняты: Флоренция Ла Бади (англ. Florence La Badie), Уилфред Лукас (англ. Wilfred Lucas) и Бланш Свит (англ. Blanche Sweet). В 1909 Куимби и сама снялась во второстепенной роли в короткометражном фильме Белые линии на спокойном море (англ. Lines of White on a Sullen Sea).

### Смерть

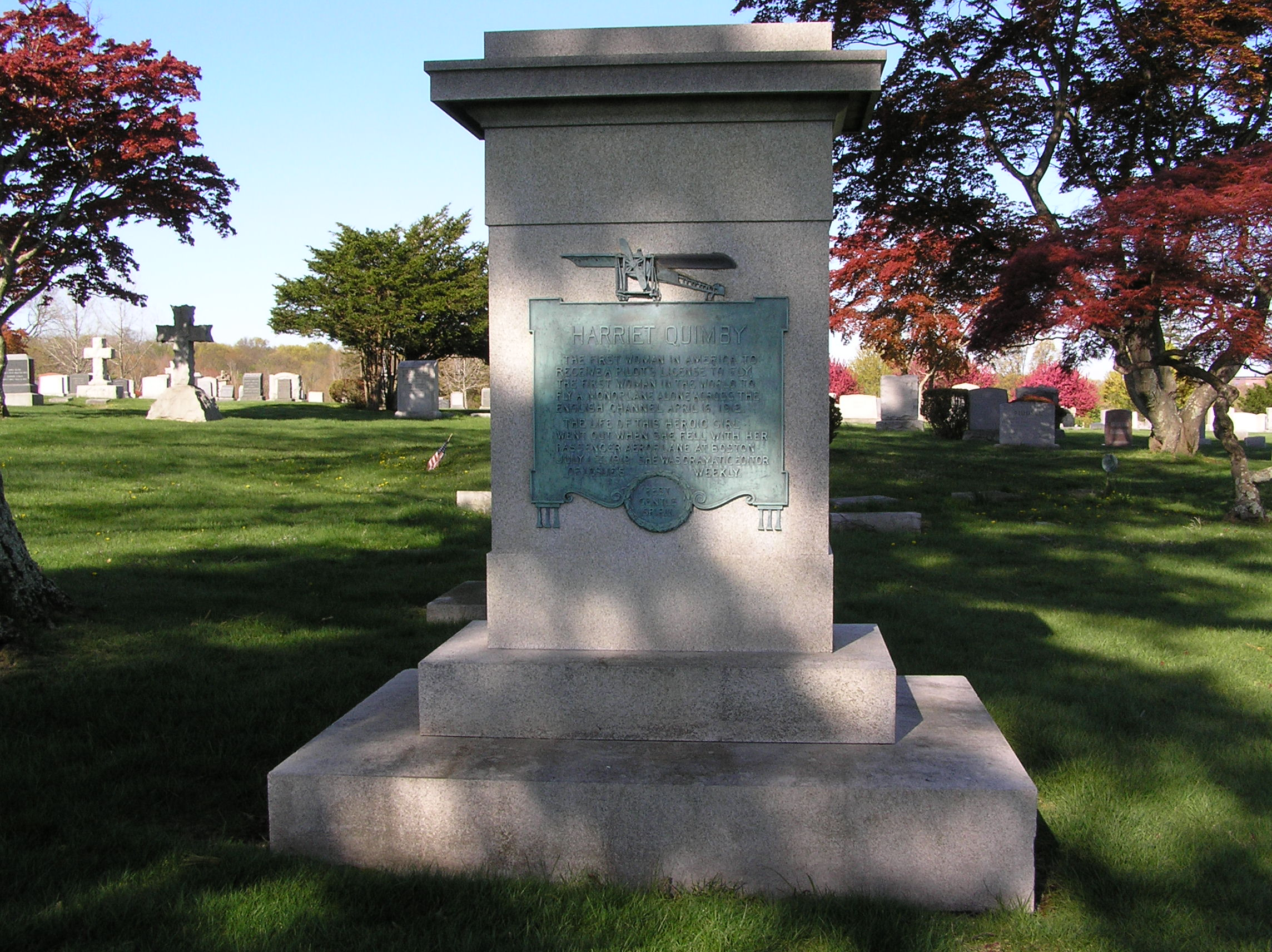
Могила Гарриет Куимби на кладбище Кензико в Нью Йорке

1 июля 1912 года Куимби выполняла полёт на Третьем ежегодном Бостонском собрании авиаторов в Сквантум, штат Массачусетс в новом двухместном моноплане «Блерио XI». Вместе с ней на борту пассажиром был Уильям Уиллард (англ. William Willard), организатор мероприятия. Куимби облетела маяк Бостон-Лайт в Бостонской гавани , а затем вернулась для облёта аэродрома. На высоте около 460 м по неустановленным причинам самолёт перевернулся. Куимби и пассажир выпали со своих мест и разбились (самолёт в режиме скольжения упал на землю без его полного разрушения).
Гарриет Куимби была похоронена на Вудлонском кладбище в Бронксе, Нью-Йорк. В следующем году её останки были перенесены на кладбище в Кензико Валгалла, Нью-Йорк.

## Память
- В 1991 году Почта США выпустила 50-центовую марку памяти Гарриет Куимби[6][7]
- Имя Куимби присвоено одной из улиц в районе аэропорта Райд-Хилвью (англ. Reid–Hillview Airport) в Сан-Хосе (Калифорния)
- Память Куимби увековечена в США двумя мемориальными знаками в штате Мичиган: один в Колдвотер (англ. Coldwater), а другой на родине Гарриет в Манисти Каунтри (англ. Manistee County)
- Самолёт Блерио XI (заводской № 56,  регистрационный № 60094), на котором Куимби разбилась в 1912 году, восстановлен и находится в музее на аэродроме Олд Райнбек (англ. Old Rhinebeck Aerodrome)